# Ptahhotep
Ptahhotep byl vezír v době vlády faraona Džedkarea Isesiho, předposledního panovníka 5. dynastie v Egyptě kolem roku 2350 př. n. l. Je autorem jedné z nejproslulejších Knih moudrých rad do života, tj. jednoho z mravních egyptských naučení. Byl pokládán za prototyp dokonalého úředníka a mudrce, také proto se prý dožil ideálního věku, za který Egypťané považovali 110 let.
Text Ptahhotepova naučení se dochoval celý pravděpodobně díky tomu, že už ve starověku byl pokládán za dokonalou ukázku svého literárního žánru a byl používán jako učebnice v písařských školách (nejstarší dnes známý opis pochází z doby 11. či 12. dynastie kolem roku 2000 př. n. l.). V egyptských literárních pramenech je jeho autor zmiňován ve stejné řadě spolu s dalšími mudrci, např. Imhotepem či Hardžedefem.
V úvodu textu Ptahhotep velice přesvědčivě popisuje obtíže svého vysokého věku a žádá panovníka, aby jeho syna ustanovil nástupcem ve všech Ptahhotepem zastávaných úřadech. Král souhlasí, ale podmínkou je, aby syna ještě před jmenováním poučil o všem, co pro výkon úřadů a pro řádný život vůbec bude potřebovat. Tyto rady jsou obsahem dalšího textu.
Přestože to nelze spolehlivě tvrdit (z 5. dynastie jsou doloženi tři vezírové tohoto jména), egyptologové ve shodě z řady indicií dovozují, že Ptahhotep – autor naučení je totožný s mužem téhož jména, jemuž patří výstavná mastaba v Sakkáře.